# 엔지노믹스
엔지노믹스(Enzynomics Co. Ltd.)는 진단용 단백질 효소 등을 연구 제조하는 회사이다
서연수 KAIST 생명과학과 교수가 최고기술경영자(CTO)를 맡아오다 2021년부터 대표를 맡고 있다

## 상장
NH투자증권을 상장 주관사로 하여 엔지노믹스는 2021년 첫번째 상장시도에 이어 2023년 두 번째 상장을 신청하고 있다. 2015년 엔지노믹스 지분 23%를 확보하여 2대 주주 지위를 확보한 화장품 제조업체 위노바는 2016년 (1) "위노바가 지분 23%를 보유하고 있는 관계사 엔지노믹스가 기업공개(IPO)를 위한 준비에 착수했다"  (2)“연내 코스닥 기술특례 상장을 목표로 조만간 IPO 주관사 선정과 투자설명회를 진행할 것이다" 라고 언론을 통한 발표한 바 있다. 하지만 엔지노믹스는 '엔지노믹스에 쏟아지는 사실관계에 대한 위노바 주주의 문의"에 대하여 다음과 같은 대응을 한 바 있다. 위노바의 언론을 통한 주장은 엔지노믹스와 어떠한 상의도 없이 일방적으로 발표된 것으로 엔지노믹스 게시판에 "가까운 시일 내에 상장 추진의사가 전혀 없다"는 것을 분명히 함으로써 위노바의 언론 발표는 사실 무근이라고  부인한 바 있다.  따라서 시중에 떠도는 "위노바에 의한 엔지노믹스의 첫번째 상장추진과 무산"은 있지도 않은 허구이다. 따라서 자진 철회한 2021년 상장시도가 첫번째 시도였다 현재 2023년 9월 26일 상장을 위한 예비심사를 청구한 후 6개월이 넘었지만 승인되지 않고 있는 상황이다

## 논란
2018년 과기정통부 국정감사에서 임대식 본부장이 자신이 주식을 보유한 엔지노믹스가 2건의 중기부 지원사업에 선정되도록 도왔고, 재산신고시 장외 거래가가 주당 1만 5500원인 엔지노믹스 주식을 액면가인 주당 500원으로 신고했다는 의혹을 제기했다

## 같이 보기
- 효소

## 참고문헌
1. ↑  이민영, 엔지노믹스 등 3개사, 코스닥에 상장 예비심사 신청, 연합뉴스, 2023-10-04
2. ↑  고재원, 엔지노믹스, KAIST에 발전기금 24억 기부, 동아사이언스, 2022.10.14 10
3. ↑  세 번째 코스닥 상장 추진 엔지노믹스, 이번엔 완주할까, 머니투데이, 2023.10.5
4. ↑  남연희, ‘세 번째 코스닥 상장 추진’ 엔지노믹스···6개월째 무소식, 메디컬투데이, 2024-04-02
5. ↑  벤처특혜 논란 임대식 과기본부장 “DGIST 감사 관여한 바 없다” 이데일리 김현아, 2018-10-12